# Gary Jones (calciatore 1975)
Gary Jones (Chester, 10 maggio 1975) è un ex calciatore inglese, di ruolo attaccante.

## Carriera

### Giocatore
Dal 1993 al 2000 e dal 2000 al 2002 ha giocato nella seconda divisione inglese, rispettivamente con Tranmere e Nottingham Forest, per un totale di 214 presenze e 30 reti in questa categoria.
Con il Tranmere nel 2000 ha anche giocato (e perso) una finale di Coppa di Lega, ed ha trascorso nel club anche gli anni tra il 2002 ed il 2005, in terza divisione, mentre dal 2005 al 2008 ha giocato in quarta divisione con il Grimsby Town, con cui ha perso una finale play-off ed anche una finale di Football League Trophy.

### Allenatore
Ha lavorato come vice allenatore per vari club delle serie minori inglesi, principalmente in collaborazione con l'allenatore Neil Young; nel 2014 per un breve periodo è anche stato allenatore ad interim del Chester, club della sua città natale.